# タイラー・ペリー マデアの家族葬
『タイラー・ペリー マデアの家族葬』（原題:Tyler Perry's A Madea Family Funeral）は2019年に公開されたアメリカ合衆国のコメディ映画である。監督・主演はタイラー・ペリーが務めた。本作はマデアおばさんシリーズの第11作目となる作品であり、シリーズ最終作となる予定だったが、後にそれは撤回された。
本作は日本国内で劇場公開されなかったが、iTunesでの配信が行われている。

## 概略
マデア、ブライアン、ジョー、バム、ハッティの5人は友人夫婦（アンソニーとヴィエンヌ）の結婚40周年記念パーティーに出席するためにジョージア州へと向かっていた。道中、無礼な警官に遭遇するというトラブルはあったが、5人は無事にホテルに到着した。ほどなくして、5人はアンソニーがレニーと性行為に及んでいる姿を目撃してしまった。しかも、レニーはヴィエンヌの親友であった。挙げ句の果てに、アンソニーは性行為の最中に心臓発作を起こし、病院に緊急搬送されたが、結局帰らぬ人となった。その隣の部屋では、アンソニーの息子（AJ）が弟（ジェシー）の婚約者と性行為に興じていた。
レニーとAJはお互いに「自分の不倫をばらしたら、お前の不倫もばらす」と口論になったが、話し合いの結果、マデアたちはアンソニーの本当の死因を隠し通すことにした。しかし、アンソニーの葬儀で一行は衝撃的な光景を目の当たりにした。

## キャスト
- タイラー・ペリー - メイベル・シモンズ（マデア）/ジョー/ブライアン/ヒースロー
- キャッシ・デイヴィス - バムおばさん
- パトリス・ラヴリー - ハッティ
- マイク・タイソン - ロイ
- シエラ・ペイトン - シルヴィア
- KJ・スミス - キャロル
- デヴィッド・オトゥンガ - ウィル
- ローム・フリン - ジェシー
- コートニー・バーレル - AJ
- ジェン・ハーパー - ヴィアンヌ
- クイン・ウォーターズ - レニー
- クリスチャニー・ポーター - ミス・シャーリーン
- エアリエル・ミランダ - ジーア
- ジョエル・ラッシュ - 警察官
- デレク・モーガン - アンソニー
- ジョアンヌ・ザ・スキャマー - 本人

## 公開・マーケティング
当初、本作は2018年8月3日に全米公開される予定だったが、後に公開日は2019年3月1日に延期された。
2018年10月31日、本作のオフィシャル・トレイラーが公開された。

## 興行収入
本作は『グレタ GRETA』と同じ週に封切られ、公開初週末に2200万ドル前後を稼ぎ出すと予想されていたが、実際の数字はそれを上回るものとなった。2019年3月1日、本作は全米2442館で公開され、公開初週末に2706万ドルを稼ぎ出し、週末興行収入ランキング初登場2位となった。この数字はシリーズの前作『タイラー・ペリーのまた出たぞ〜! マデアのハロウィン2』（2017年）の数字（2122万ドル）を上回るものとなった。

## 評価
本作は批評家から酷評されている。映画批評集積サイトのRotten Tomatoesには34件のレビューがあり、批評家支持率は12%、平均点は10点満点で3.74点となっている。サイト側による批評家の見解の要約は「タイラー・ペリーが長きにわたって展開したシリーズにとって、味気ない幕下ろしとなった。『タイラー・ペリー マデアの家族葬』は作品の出来が悪いが故に、別れを告げるのが辛くなることがあるということを証明している。」となっている。また、Metacriticには11件のレビューがあり、加重平均値は39/100となっている。なお、本作のCinemaScoreはA-となっている。